# Echinodictyum dendroides
Echinodictyum dendroides är en svampdjursart som beskrevs av George John Hechtel 1983. Echinodictyum dendroides ingår i släktet Echinodictyum och familjen Raspailiidae.
Artens utbredningsområde är havet utanför Brasilien. Inga underarter finns listade i Catalogue of Life.